# Respect (filme)
Respect (prt: Respect; bra: Respect: A História de Aretha Franklin) é um filme de drama biográfico estadunidense dirigido por Liesl Tommy e escrito por Tracey Scott Wilson e Callie Khouri com base na tajetória da cantora Aretha Franklin. Lançado nos cinemas estadunidenses em 13 de agosto de 2021, o filme é estrelado por Jennifer Hudson, Forest Whitaker e Marlon Wayans como protagonistas e conta com Audra McDonald, Marc Maron, Tituss Burgess e Mary J. Blige em papéis coadjuvantes.
Respect narra as três primeiras décadas da vida de Franklin, desde a formação de seu talento musical em uma família afro-americana de classe média, a perda de sua mãe aos 10 anos até sua árdua ascensão ao estrelato musical, enquanto enfrentava um casamento abusivo. O enredo conclui-se com a gravação de seu renomado álbum Amazing Grace em 1972.
Durante anos, a própria cantora esteve envolvida nos planos de produção de um filme biográfico sobre sua trajetória. No entanto, o projeto foi adiado devido à "ausência" de uma atriz adequada para interpretá-la. Após o lançamento do filme musical Dreamgirls (2006), Franklin pediu a Hudson para interpretá-la, mas não afirmou sua decisão até vê-la nos palcos no musical The Color Purple. O filme começou a ser produzido no início de 2019 e foi finalizado em fevereiro de 2020, sendo dedicado postumamente à Franklin, que morreu em 2018.
Após muito atraso e adiamento, devido aos efeitos da pandemia de COVID-19, Respect estreou em Los Angeles em 8 de agosto de 2021, e foi distribuído pela United Artists Releasing (nos Estados Unidos) e pela Universal Pictures (no restante do mundo). Apesar das críticas positivas pela imprensa por conta das performances e do figurino, o filme foi um fracasso de bilheteria arrecadando apenas 33 milhões de dólares diante de um orçamento de 55 milhões.

## Elenco
- Jennifer Hudson como Aretha Franklin[6]
  - Skye Dakota Turner como Aretha Franklin jovem
- Forest Whitaker como C. L. Franklin
- Marlon Wayans como Ted White
- Audra McDonald como Barbara Siggers Franklin
- Marc Maron como Jerry Wexler
- Tituss Burgess como James Cleveland
- Saycon Sengbloh como Erma Franklin
- Hailey Kilgore como Carolyn Franklin
- Tate Donovan como John Hammond
- Mary J. Blige como Dinah Washington
- Heather Headley como Clara Ward
- Lodric D. Collins como Smokey Robinson
- Michael B Patterson como Chauncey Lord Westbrook
- Jelani Alladin como Jason

## Lançamento
Respect foi lançado nos Estados Unidos em 13 de agosto de 2021. Foi originalmente programado para ter um lançamento limitado em 25 de dezembro de 2020, seguido por uma maior distribuição em 8 de janeiro de 2021. Devido à pandemia de COVID-19, o filme foi remarcado para ser lançado em 15 de janeiro, antes de ser adiado novamente para agosto. As datas de lançamento anteriores também incluíram 14 de agosto e 9 de outubro de 2020.

## Recepção
No site agregador de críticas Rotten Tomatoes, 68% das 191 resenhas dos críticos são positivas, com uma classificação média de 6,3/10. O consenso do site diz: "Esta cinebiografia padrão fica aquém do brilho transcendente de seu tema, mas o desempenho de Jennifer Hudson absolutamente comanda Respect" O Metacritic, que usa uma média ponderada, atribuiu ao filme uma pontuação de 61 em 100, baseado em 43 críticos, indicando críticas "geralmente favoráveis".